# 福島優子 (作詞家)
福島 優子（ふくしま ゆうこ）は日本の作詞家である。

## 概要
長崎県長崎市生まれ。14歳の時に作曲家の筒美京平に送った詩が元で、1992年にSMAPの「心の鏡」でデビュー。NHKみんなのうたの「ベスト・フレンド」を作詞した後は学業に専念し、活水女子大学文学部日本文学科(現・国際文化学部日本文化学科)を卒業。

## 作品
- 心の鏡
  - SMAPの3枚目のシングル。
  - 表題曲「心の鏡」は、歌詞を一般公募し、当時14歳の福島優子の詞が採用された。
  - 1992年3月30日付のオリコン週間シングルランキングで、初週7.0万枚を売り上げ、初登場3位を獲得した。
  - 累計売上は12.8万枚（オリコン調べ）。
- ベスト・フレンド
  - 作詞は当時16歳だった福島優子で、後から森浩美が補作。完成した歌詞に筒美京平がメロディーを付けるという形で制作される。
  - 元々はNHKの『みんなのうた』のために作られた楽曲であり、1992年4月～5月に放送された。